# Frédéric Duplus
Frédéric Duplus, né le 7 avril 1990 à Belfort en France, est un footballeur français. Il évolue au poste de défenseur.

## Biographie

### FC Sochaux
Formé au centre de formation du FC Sochaux-Montbéliard, il remporte la coupe Gambardella avec l'équipe des jeunes de Sochaux en 2007. Il signe son premier contrat professionnel lors de l'été 2008 et participe à son premier match professionnel le 24 septembre 2008 lors des 16e de finale de Coupe de la Ligue face à l'Olympique de Marseille, entrant à la 80e minute de jeu (1-0).
Le 29 octobre 2008, il participe à son premier match de Ligue 1 en tant que titulaire. Il ne joue que 30 minutes et sort sur blessure, victime d'une rupture des ligaments croisés, entraînant une indisponibilité de six mois à la suite d'un duel aérien avec Karim Benzema.

### Vannes et Guingamp
N'apparaissant pas avec les pros lors de la première partie de saison 2010-2011, il est prêté au Vannes Olympique Club en Ligue 2 en janvier 2011 afin d'obtenir du temps de jeu. Il quitte le VOC mais reste en Bretagne puisqu'il est prêté à l'En avant Guingamp qui évolue à l'époque en Ligue 2.

### Zulte Waregem, White Star Bruxelles et Antwerp
Libre de tout contrat après son départ de Sochaux il s'engage en faveur de l'équipe du SV Zulte Waregem en D1 belge. Après un an, il est libéré par le club et s'engage avec le Royal White Star Bruxelles, en deuxième division belge.
En 2016, après avoir été champion avec le club bruxellois. Duplus rejoint l'Antwerp et est à nouveau champion de Proximus League avec le matricule 1.

### Racing Club de Lens
Le 31 août 2017, dernier jour du mercato estival, il signe un contrat de deux saisons, plus une en option, au Racing Club de Lens, évoluant alors en Ligue 2. Il débute sous ses nouvelles couleurs le 9 septembre lors de la réception du FC Lorient (6e journée, défaite 2-3).
Le 30 avril 2018, il marque sur corner face au Paris FC et assure le maintien des Sang et Or en Ligue 2 (36e journée, victoire 1-0). Il conclut sa saison dans le Nord avec 25 apparitions en championnat dont 23 titularisations.

### OH Louvain
Le 7 juin 2018, le RC Lens annonce avoir trouvé un accord avec l'OH Louvain pour un transfert avec le club évoluant en Division 1B. Il y paraphe un contrat de deux saisons. Au terme de la saison 2019-2020, le club est promu en première division.
À la suite d'un violent choc avec Chris Durkin le 23 novembre 2020 (13e journée, 2-2), il souffre d'une fracture du tibia.

## International
Il est appelé pour la première fois en équipe de France espoirs à l'occasion du Tournoi de Toulon en mai 2010.

## Palmarès
- Vainqueur de la Coupe Gambardella en 2007 avec le FC Sochaux.
- Champion de Proximus League en 2016 avec le RWS Bruxelles.
- Champion de Proximus League en 2017 avec l'Antwerp FC.